# Korptjärnbergen
Korptjärnbergen är ett naturreservat i Bodens kommun i Norrbottens län.
Området är naturskyddat sedan 2018 och är 0,8 kvadratkilometer stort. Reservatet omfattar större delen av Norra Korptjärnberget och norra delen av Södra Korptjärnberget samt två tjärnar med våtmarker. Reservatet består främst av tallskog på bergen och lövsumpskog vid våtmarkerna.